# Children's Musical Theatre
Children's Musical Theatre is een videospel voor het platform Philips CD-i. Het spel werd uitgebracht in 1990.